# Dubnický rybník
Dubnický rybník je rybník o rozloze asi 4,9 ha, zhruba obdélníkovitého tvaru, nalézající se asi 800 m jihozápadně od centra obce Chudíř v okrese Mladá Boleslav. Je zakreslen již na mapovém listě č. 76 z I. vojenského mapování z let 1764–1783. V roce 2013 byl revitalizován.
Rybník je využíván pro chov ryb.

## Galerie

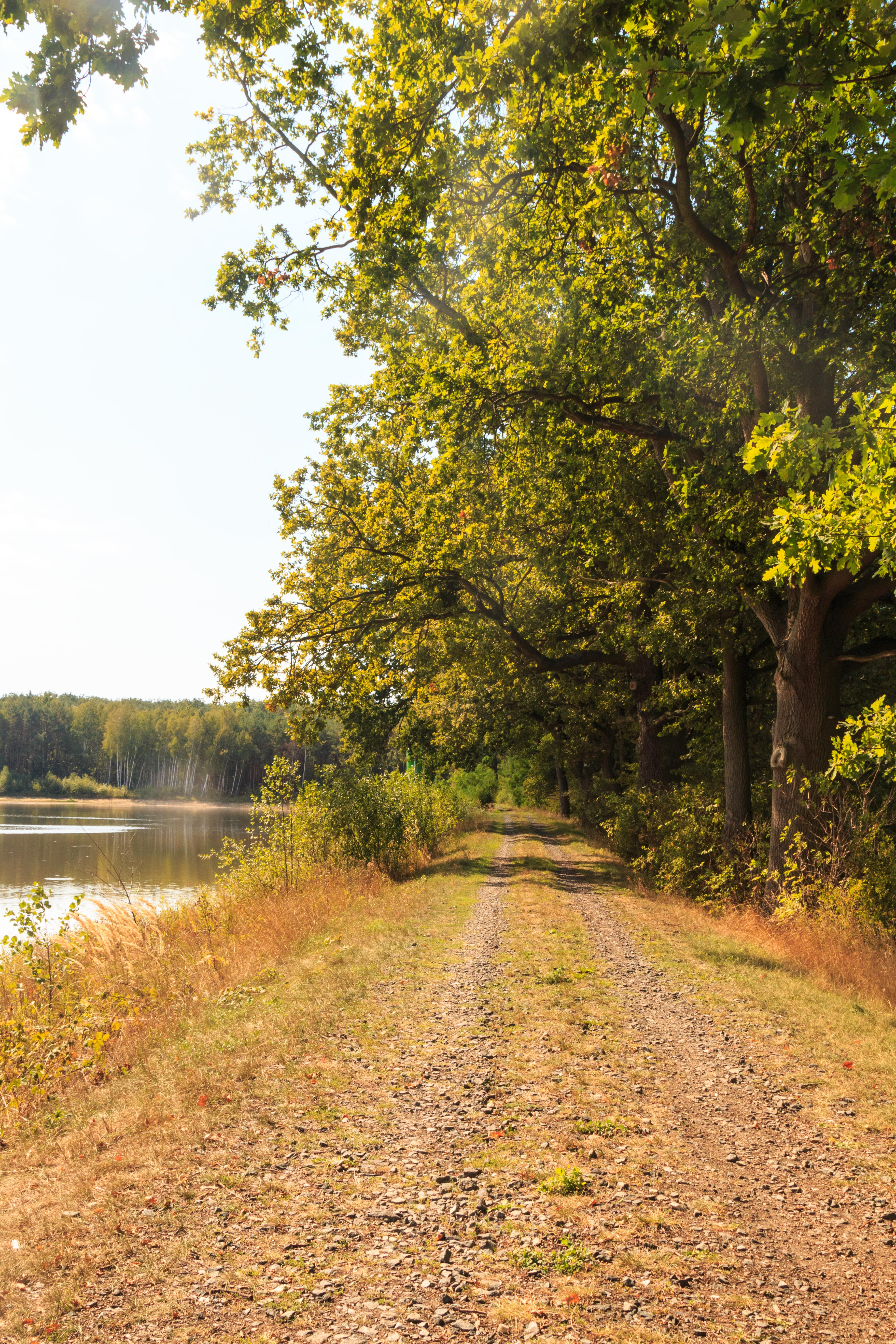
Pohled na Dubnický rybník
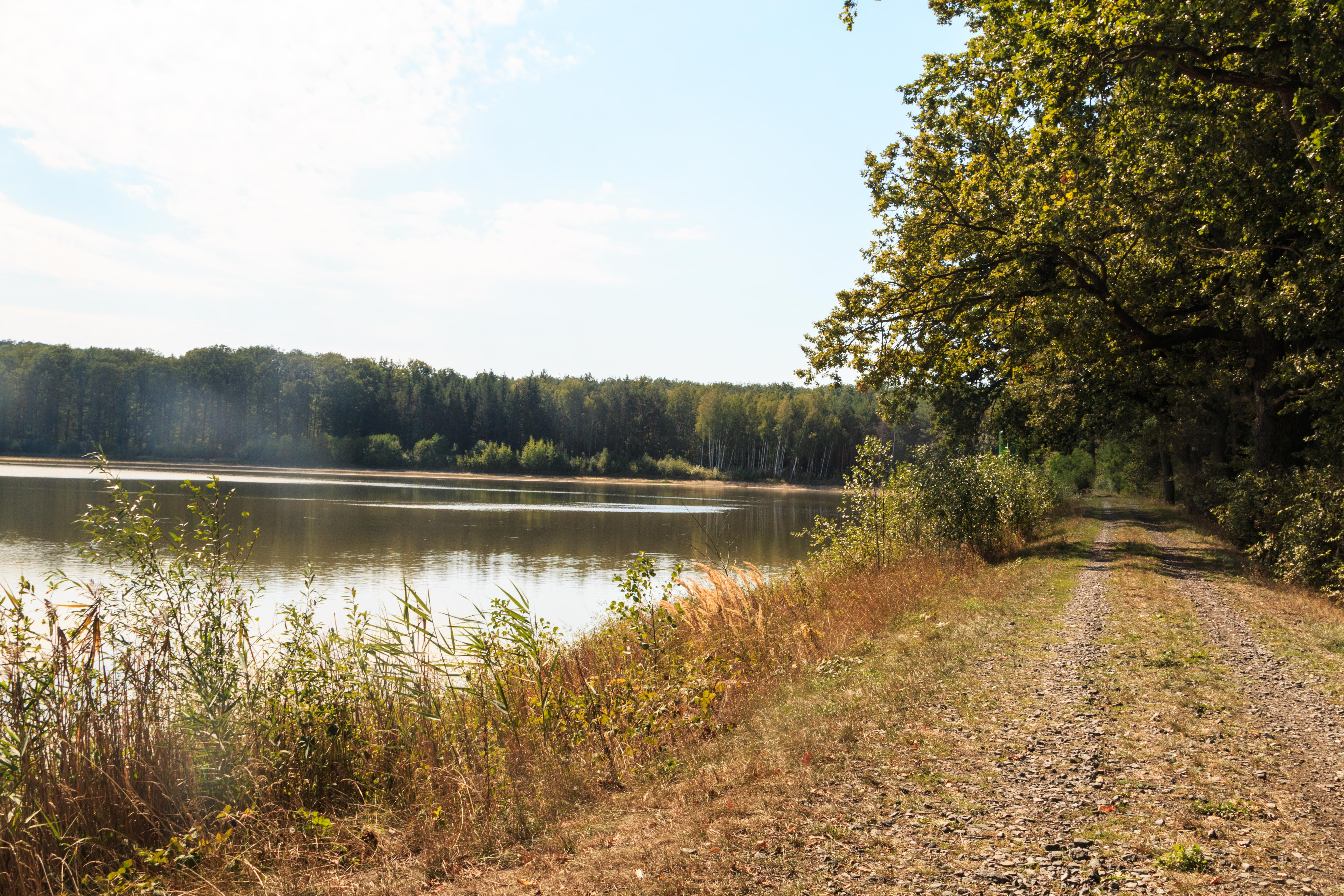
Pohled na Dubnický rybník
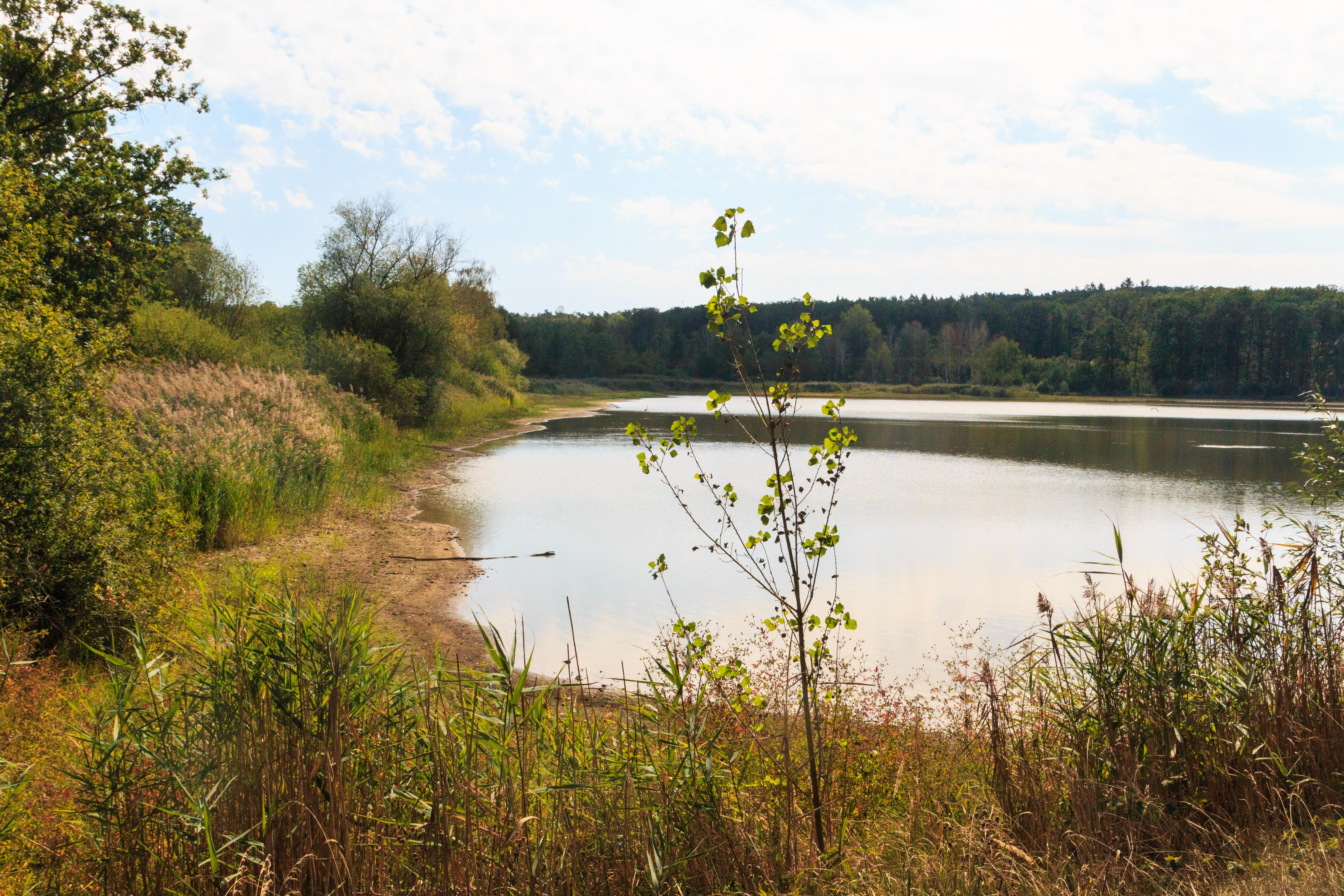
Pohled na Dubnický rybník
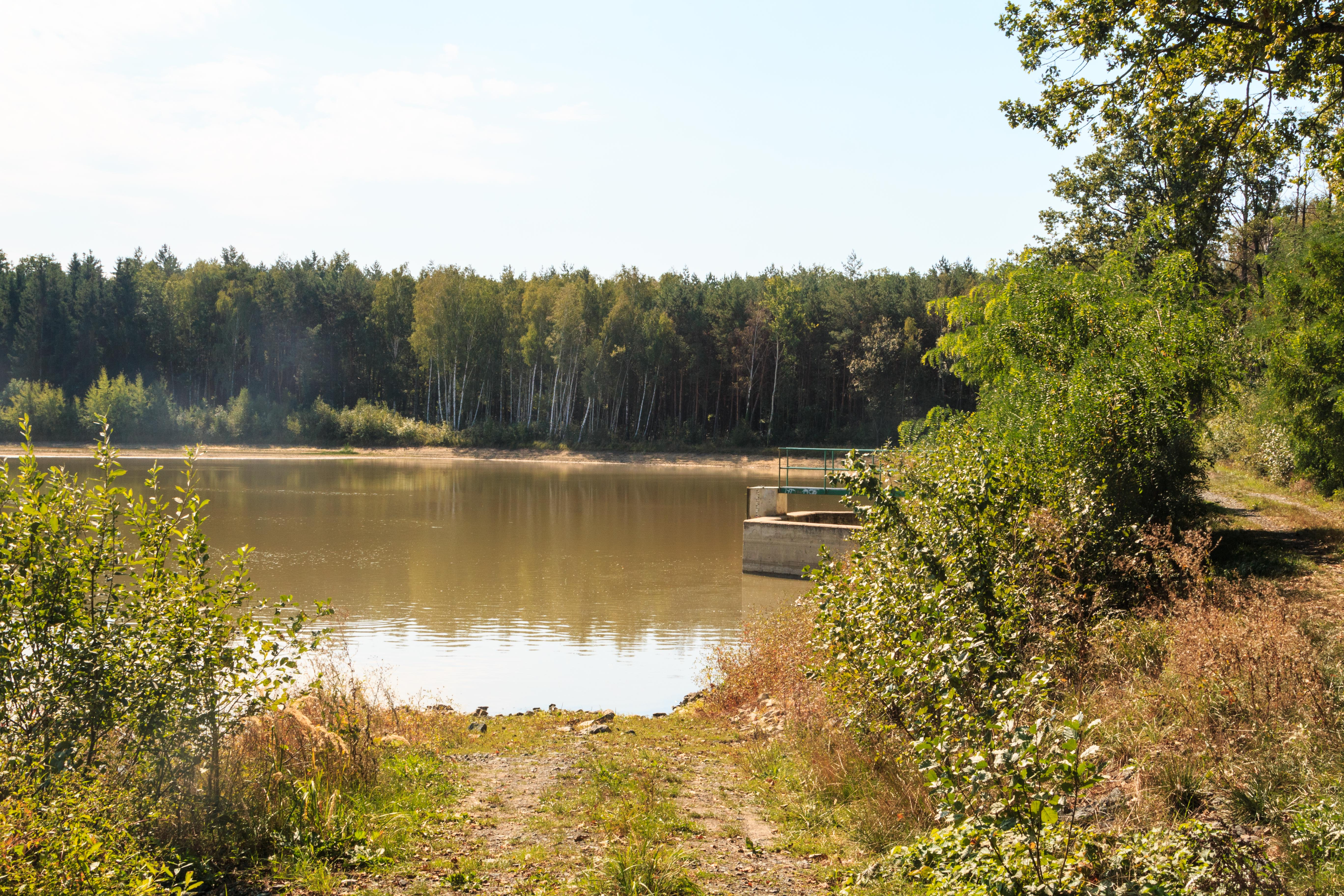
Pohled na Dubnický rybník
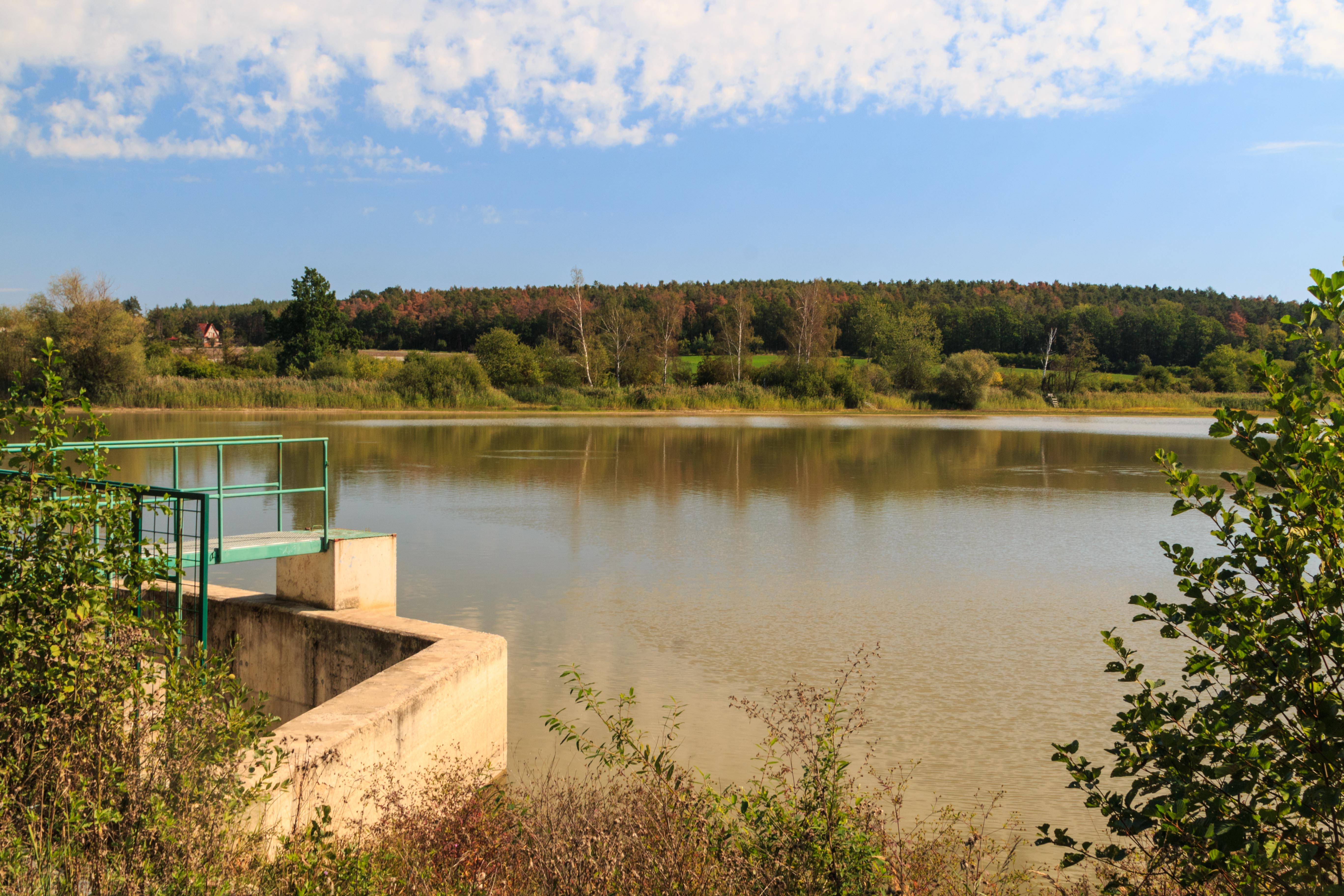
Pohled na Dubnický rybník
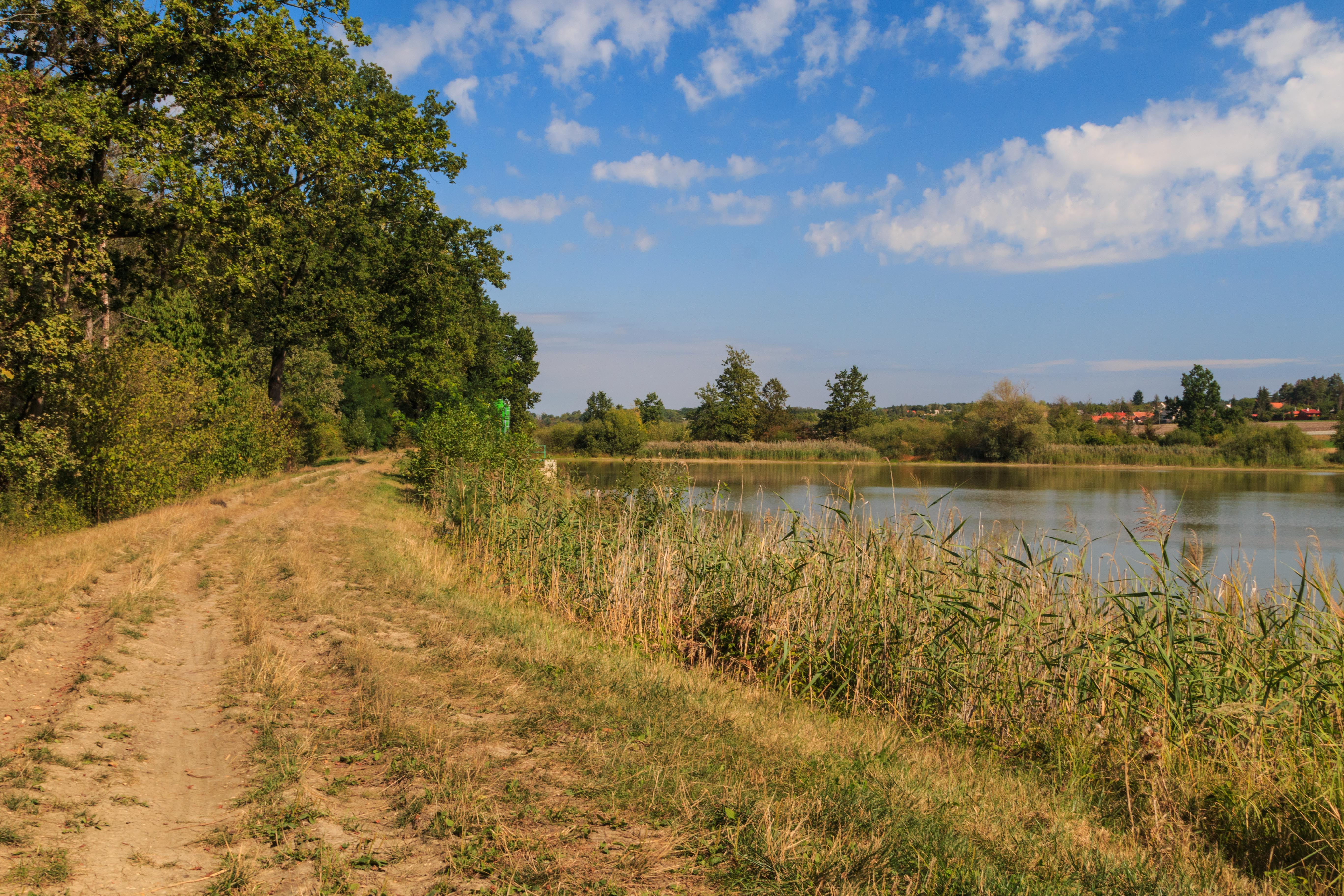
Pohled na Dubnický rybník